# زنبورية (فصيلة)
الزنبورية أو عائلة فيسبدي أو دبابير الورق (الاسم العلمي: Vespidae) هي فصيلة من رتيبة ذوات الخصر تحت الرتبة غشائيات الأجنحة وهي فصيلة كبيرة جدا (ما يقرب من 5,000 نوع)، ومتنوعة، والزنابير منتشرة في أنحاء العالم، تشمل تقريبا جميع الزنابير الأجتماعية المعروفة والعديد من الزنابير الفردية. تشمل كل مستعمرة زنابير اجتماعية ملكة وعدد من العاملات. لاتدوم مستعمرات الأنواع الاجتماعية أكثر من سنة واحدة حيث تموت بحلول الشتاء. وتنشأ ملكات و ذكور جديدة في نهاية الصيف، بعد التزاوج تسبت الملكات خلال فصل الشتاء في الشقوق أو مواقع أخرى محمية. معظم الأنواع تبني أعشاشها من الطين، وبعضها يستخدام الألياف النباتية، حيث أنها تمضغها لتشكل نوع من الورق. تساهم أنواع كثيرة في تلقيح نباتات عديدة عن طريق نقل حبوب اللقاح، بينما البعض الآخر يفترس أنواع من الحشرات الضارة (الآفات).

## معرض صور

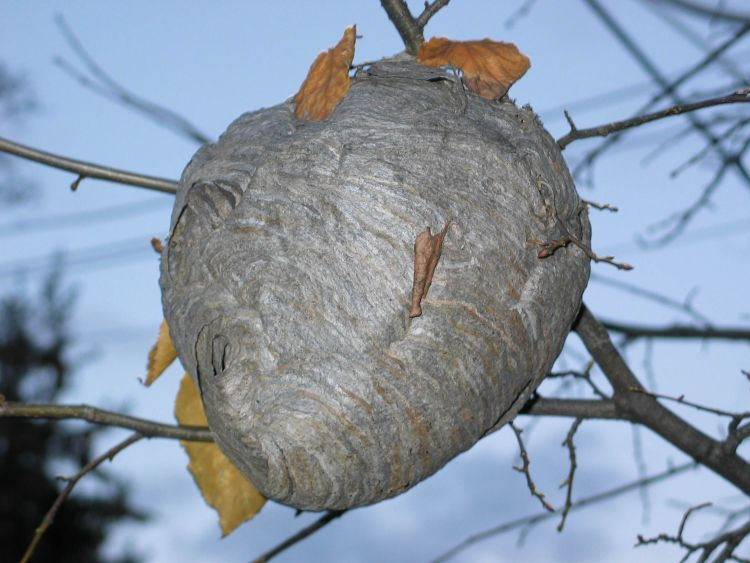
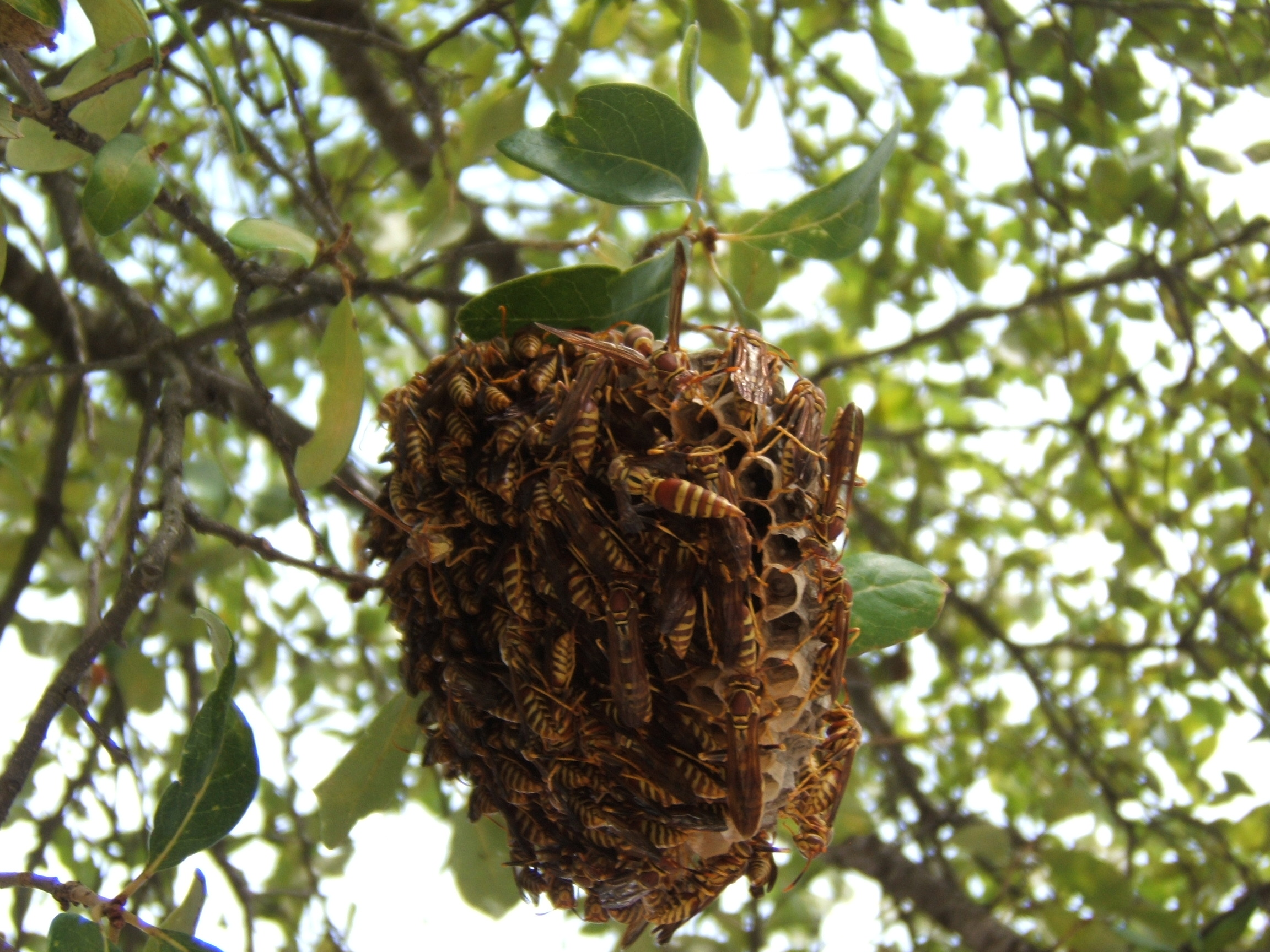
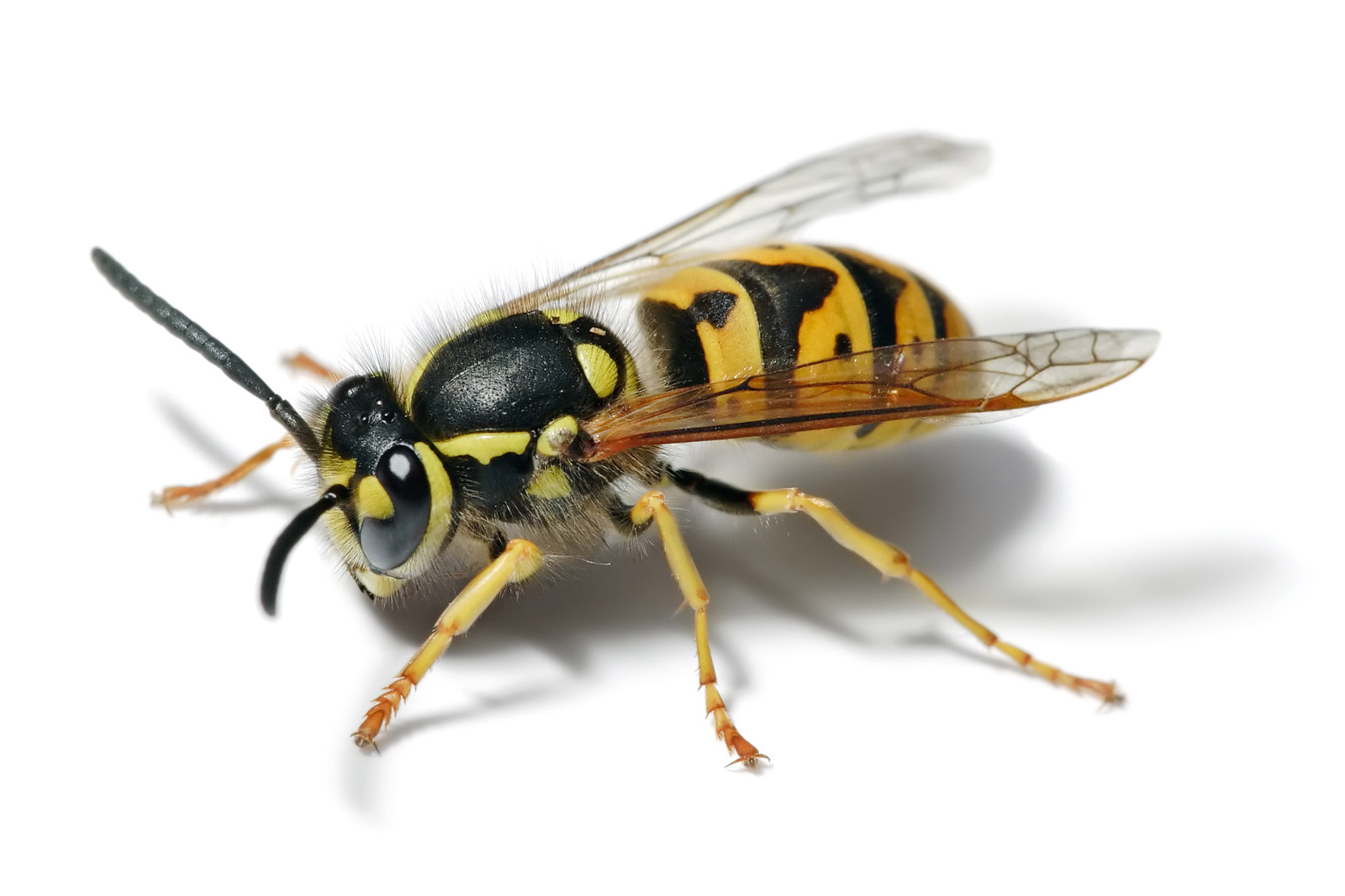
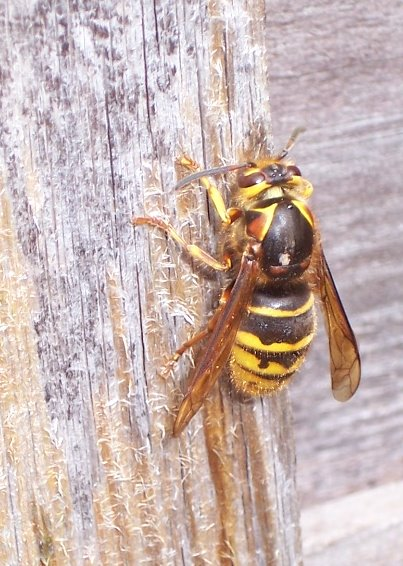
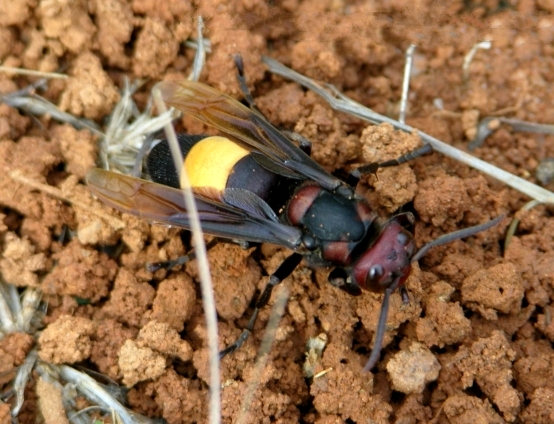